# Marea Cretei
Marea Cretei este o mare ce aparține Mării Mediterane. Aceasta se află la sud de Marea Egee, la nord de insula Creta, la est de insula Antikythera și la vest de insulele Kasos și Karpathos. Numeroase orașe-porturi importante se află la Marea Egee, precum Agios Nikolaos, Sitia, Kastelli-Kisamos, Anafi, și Chania (un oraș cu aproximativ 55 000 locuitori).
Este traversată de rute de feribot la și de la Pireu, precum și de la insulele din sudul Mării Egee și Dodecanez. Adâncimea maximă este atinsă lângă coasta de nord-est a insulei Creta, unde se ajunge la aproape 3.294 m.

## Orașe și porturi
- Kastelli-Kissamos
- Chania
- Souda
- Rethymno
- Heraklion
- Agios Nikolaos
- Sitia
- Kassos (Fry)
- Anafi
- Thira

## Golfuri
- Golful Chania, la sud
- Golful Souda, sud-est
- Golful Almyros, la sud
- Golful Mirabello, sud-est